# واي اوه كان
واي اوه كان (باليابانية: 韓陽) هو لاعب تنس الطاولة ياباني، ولد في 19 أكتوبر 1978 في شنيانغ في الصين.

## وصلات خارجية
- يو كان على موقع منظمة تنس الطاولة العالمي (الإنجليزية)
- يو كان على موقع اللجنة الأولمبية الدولية (الإنجليزية)
- يو كان على موقع أوليمبيديا (الإنجليزية)